# Печать Гуама
Печать Гуама утверждёна губернатором Ч. А. Паунэллом в 1946 году. На ней изображены залив Аганью около Хагатны, проа и пальма.
- Кокосовое дерево («Дерево Жизни») — символ Гуама[3].
- Красная граница печати символизирует кровь которую пролили жители Гуама во время Второй Мировой войны.
- Проа — это традиционная лодка местных жителей.

Печать также изображается на флаге Гуама.